# Hylotelephium mingjinianum
Hylotelephium mingjinianum är en fetbladsväxtart som först beskrevs av Fu, och fick sitt nu gällande namn av Hideaki Ohba. Hylotelephium mingjinianum ingår i släktet kärleksörter, och familjen fetbladsväxter. Inga underarter finns listade i Catalogue of Life.